# MacArthur Fellowship
Chương trình nghiên cứu sinh MacArthur (MacArthur Fellows Program) hoặc MacArthur Fellowship (còn gọi là "Giải Thiên tài" -  Genius Grant) là một giải thưởng được đưa ra bởi Quỹ John D. và Catherine T. MacArthur (John D. and Catherine T. MacArthur Foundation) mỗi năm để thưởng 20 đến 40 công dân Hoa Kỳ hoặc cư dân có thường trú, ở mọi lứa tuổi và đang hoạt động trong bất kỳ lĩnh vực nào, mà "thể hiển sự đóng góp đặc biệt cũng như hứa hẹn tiếp tục và tăng cường công việc sáng tạo". Đây được coi là một trong những giải thưởng cao quý và đồng thời là một học bổng của Hoa Kỳ.
Theo trang web của Quỹ, thì "MacArthur Fellowship không chỉ là sự công nhận những thành tựu ấn tượng trước đó của họ mà quan trọng hơn, giải thưởng này là sự đầu tư cho sức sáng tạo, cái nhìn sâu sắc, và tiềm năng của họ trong tương lai". Số tiền hiện tại của giải thưởng là  500.000 Mỹ kim, chia tặng theo từng quý trong 5 năm. Đến năm 2007, đã có 756 người nhận đã nhận được học bổng với tổng cộng hơn $ 350 triệu. Người nhận trẻ nhất là 18 tuổi và cao tuổi nhất là 82 tuổi.
Không thể tự ghi danh ứng cử được mà một số người có thẩm quyền sẽ đề cử người xứng đáng cho một ủy ban lựa chọn, còn lại khoảng một chục người, cũng vô danh. Sau đó, Ủy ban này xem xét tất cả các ứng cử viên và đệ trình khuyến nghị của họ cho Chủ tịch và hội đồng quản trị xem xét. Cuối cùng, các nghiên cứu sinh MacArthur sẽ bất ngờ hiểu rằng họ đã được chọn lựa khi họ nhận được cuộc gọi điện thoại chúc mừng.

## Những người đã từng đoạt giải
- Những người đã từng đoạt giải MacArthur Fellowship

Một số người đã từng đoạt giải:     Michael Freedman - Huỳnh Sanh Thông - Huỳnh Mỹ Hằng -  Susan Kieffer - An-My Lê - Leszek Kołakowski - Arthur Winfree -...